# Barbus ciscaucasicus
Barbus ciscaucasicus és una espècie de peix cipriniforme de la família dels ciprínids.

## Morfologia
Els mascles poden assolir els 50 cm de longitud total.

## Distribució geogràfica
Es troba als rius tributaris de la mar Càspia des del riu Terek fins a Samur (Daguestan i Azerbaidjan).